# 가스가이역 (나고야 철도)
가스가이역(일본어: 春日井駅, かすがいえき)은 일본 아이치현 가스가이시에 있는 나고야 철도 고마키선의 역이다. 역 번호는 KM10이다.

## 역사
개통 당시에는 "가스가이 시"가 존재하지 않고, 역명은 이 지역의 오래된 명칭(히가시카스가이 군 가치가와 정 가스가이)에서 유래하였다.
한편, 현재는 같은 가스가이 시 내에 JR의 주오 본선 가스가이 역이 있지만, 이쪽은 1927년에 개업한 당시 "도리이마쓰 역"을 자칭하는 것이고, 가스가이 시제 제도 시행 후 1946년 현재의 역명으로 변경된 것이다. 같은 역명이지만 당역과는 거리가 멀다(직선 거리로 약 3km).
- 1931년 2월 11일: 영업 개시.
- 2011년 2월 11일: IC카드 승차권 "manaca" 공용 개시.
- 2012년 2월 29일: 트랜 패스 공용 종료.

## 역 구조
섬식 승강장 1면 2선의 지상역이다. 승강장 유효 길이는 20m 차량 4량분이다.
무인역으로, 이누야마 역이 담당하고 있다.

### 승강장
| 번호 | 노선        | 방향 | 행선                      |
| ---- | ----------- | ---- | ------------------------- |
| 1    | ■ 고마키선  | 상행 | 고마키・이누야마 방면     |
| 2    | ■ 고마키 선 | 하행 | 가미이다・헤이안도리 방면 |

- 배리어 프리 설비: 유도 블록, 점자

## 역 주변
- 항공자위대 고마키 기지
- 아이치 은행 가스가이니시 지점
- 가스가이 시립 가스가이 초등학교
- 가스가이 시립 마쓰야마 초등학교
- 가스가이 시립 세이부 중학교
- 헤이와도 가스가이미야마치점

## 사진

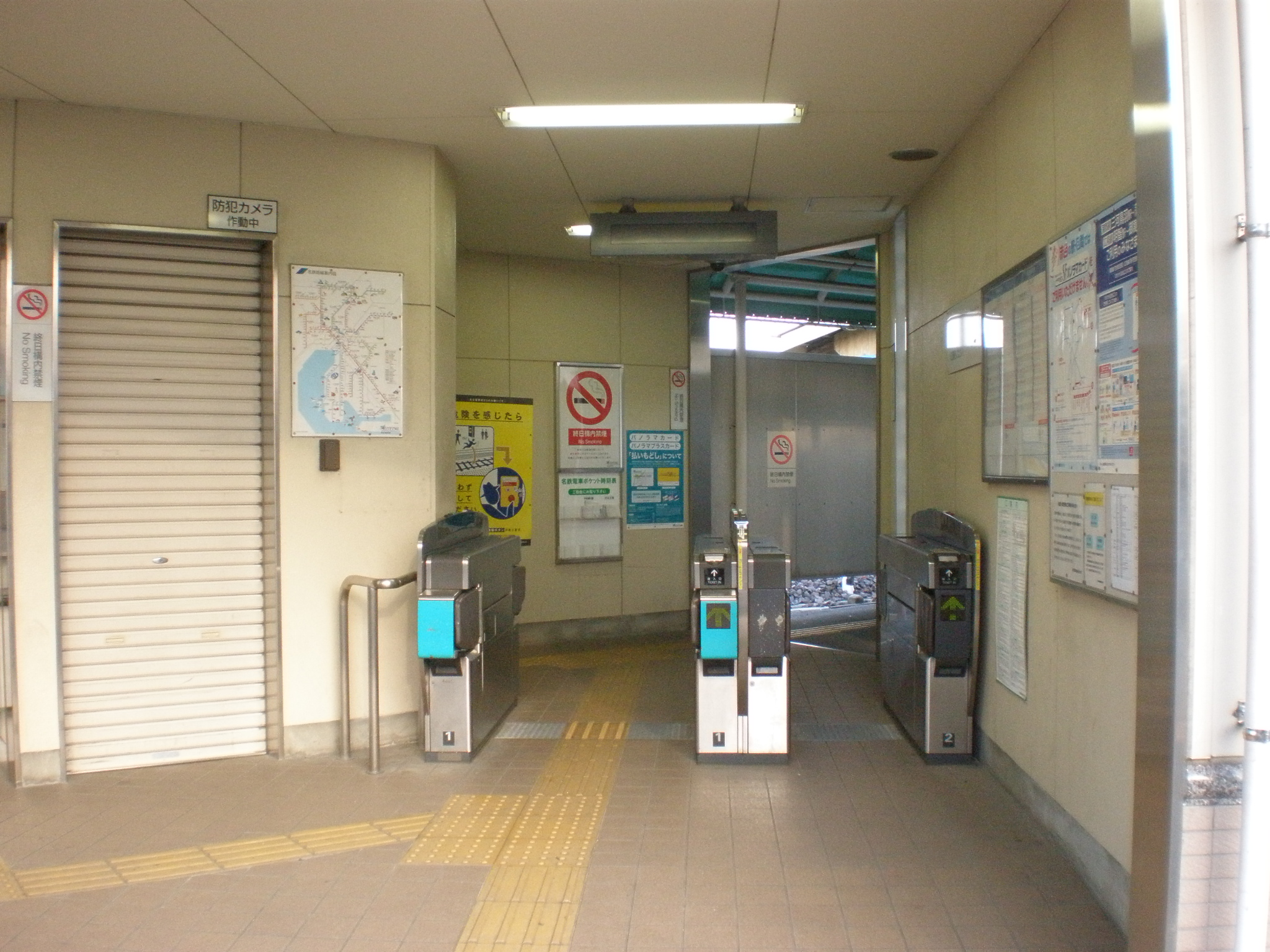
개찰구

## 인접역
| 나고야 철도 ■ 고마키선      | 나고야 철도 ■ 고마키선 | 나고야 철도 ■ 고마키선      |
| --------------------------- | ---------------------- | --------------------------- |
| KM11 아지요시 가미이다 방면 |                        | 우시야마 KM09 이누야마 방면 |